# Pásztorművészet
A pásztorművészet a népművészet egyik ága. Magyarországon, ahol a népi életmód és hagyományok sokáig fönntartották a pásztor életformát, gazdagon fönnmaradtak a pásztorművészeti alkotások is. Nemcsak a pásztorélethez kapcsolódó népszokások, ünnepek, tárgyak, hangszerek és a zene tartoznak ide, hanem a pásztorok díszítőművészete különösen, amely eszközökben, ruházatban sokszor igen ősi formákat őrzött meg.

## Ruházat
Suba, szűr, gatya, dolmány, csizma, lovas-felszerelés (lószerszám).

## Használati tárgyak
Ivócsanak, zsebkés, fokos, lőportartó szaru, tükrös (borotvatok), zsírtartó és tűzszerszám tartó szaru.

## Építészet
Szárnyékok és csűrök, ólak és hodályok (nádtetős istállók), karámok, aklok és kunyhók.

## Hangszerek
Kolompok, csengők, pásztorfurulya, tilinkó, pásztorkürt, fakürt (pl. nyírfakürt, hárskürt), szádokkürt.